# Dirk van Damme
Dirk van Damme (* 15. Januar 1934 in Antwerpen; † 6. Januar 1997) war ein belgischer Patristiker.

## Leben
Er trat 1952 den Dominikanern bei und studierte in Löwen. Nach der Promotion zum Dr. theol. an der Universität Freiburg im Üechtland 1965 wurde er dort für Patristik Lehrbeauftragter 1967, Assistenzprofessor 1969, außerordentlicher Professor 1971 und ordentlicher Professor 1976.

## Schriften (Auswahl)
- Pseudo-Cyprian. Adversus Iudaeos. Gegen die Judenchristen, die älteste lateinische Predigt. Freiburg im Üechtland 1969, OCLC 463491367.
- als Herausgeber mit Otto Wermelinger: Othmar Perler: Sapientia et caritas. Gesammelte Aufsätze zum 90. Geburtstag. Freiburg im Üechtland 1990, ISBN 3-7278-0684-2.
- Altarmenische Kurzgrammatik. Freiburg im Üechtland 2004, ISBN 3-525-26408-9.